# Escut de Verges

Escut oficial de Verges

L'escut oficial de Verges té el següent blasonament:
Escut caironat semipartit i truncat: 1r faixat d'or i de gules de 6 peces; 2n de gules, 3 pals d'or carregats de 3 rocs d'atzur; 3r d'or, 4 pals de gules. Per timbre, una corona de baró.
Va ser aprovat el 20 de febrer de 1996 i publicat al DOGC el 6 de març del mateix any amb el número 2178.
El castell de la població (del segle xii) va pertànyer als comtes d'Empúries (representats per les seves armes, faixat d'or i de gules, a la primera partició de l'escut). El 1399, el comte Pere III es va casar amb Joana de Rocabertí i de Fenollet, i la vila va passar als vescomtes de Rocabertí (dels quals veiem les armes a la segona partició); en aquesta època la localitat va esdevenir el centre de la baronia de Verges (representada a l'escut per la corona de baró). Finalment, el 1587, la vila va passar a la Corona i fou el centre d'un municipi reial, fet que veiem simbolitzat amb els quatre pals de l'escut de Catalunya de la tercera partició.

## Bandera
La bandera oficial de Verges té el següent blasonament:
Bandera apaïsada de proporcions dos d'alt per tres de llarg, composta de nou pals del mateix gruix juxtaposats: el 1r faixat de tres peces grogues i tres de vermelles; els 2n, 4t, 6è i 8è vermells; el 3r groc, carregat amb tres rocs heràldics blaus, cadascun d'altura 2/11 de la del drap, el de dalt 1/11 de la vora superior, el de baix a la mateixa distància de la vora inferior, i el del mig a 3/22 dels altres; i la resta de pals (5è, 7è i 9è) de color groc.
Va ser aprovada el 3 de juliol de 1998 i publicada en el DOGC el 24 de juliol del mateix any amb el número 2688.